# Cissa (otok)
Cissa, mitski otok u Hrvatskoj. Spominje ga Plinije Stariji u svojim djelima. Prema učenoj predaji prosvjetiteljstva, nalazio se u pomorje između Brijuna i Rovinja. Prema predaji, potonuo je u 8. stoljeću, a uzrok za to je bio potres 9 – 10 stupnjeva po Mercalliju 361. godine, nakon čega se Rovinj izdigao kao gradsko središte. Po Cissi se zvala mala biskupija kojoj je sjedište bilo na ovom otoku.